# Burgess Abernethy
Burgess Abernethy (* 21. Februar 1987) ist ein australischer  Schauspieler. Bekannt wurde er durch seine Rolle des arroganten Teenagers Zane Bennett in der Serie H₂O – Plötzlich Meerjungfrau.
Außerdem hatte er Gastauftritte bei Home and Away und Blue Water High. In Letzterer hatte Cariba Heine, die in H₂O – Plötzlich Meerjungfrau Zane Bennetts Freundin spielt, eine Hauptrolle.

## Filmografie
- 2006–2010: H₂O – Plötzlich Meerjungfrau (H2O: Just Add Water, Fernsehserie, 53 Episoden)
- 2007: Home and Away (Gastauftritt)
- 2008: Blue Water High (Gastauftritt)
- 2010: Dance Academy (Gastauftritt)
- 2018: Harry und Meghan – Eine königliche Romanze (Als Prinz William)